# Saison 2015 de l'équipe cycliste Tinkoff-Saxo
La saison 2015 de l'équipe cycliste Tinkoff-Saxo est la quinzième saison de l'équipe au plus haut niveau du cyclisme professionnel et la troisième avec le sponsor Tinkoff Bank, arrivé durant la saison 2012. L'autre sponsor principal, Saxo Bank, est présent depuis sept ans.

## Préparation de la saison 2015

### Sponsors et financement de l'équipe
Le budget de l'équipe pour cette saison s'élève à 16 millions d'euros.
Les deux sponsors principaux de l'équipe sont les mêmes depuis 2012, à savoir la banque danoise Saxo Bank et la banque russe Tinkoff Credit Systems dont l'investissement est assuré par le milliardaire Oleg Tinkov depuis juin 2012. Oleg Tinkov ayant racheté la licence de l'équipe à Bjarne Riis durant l'hiver 2013, l'appellation de l'équipe est Tinkoff-Saxo depuis la saison 2014. Saxo Bank est sponsor de l'équipe depuis 2008 et s'est engagé pour la saison 2015 en août 2014.
Le fournisseur de cycles de l'équipe est Specialized. Fournisseur de Saxo-Tinkoff depuis 2009, cette marque américaine est le sponsor attitré d'Alberto Contador.

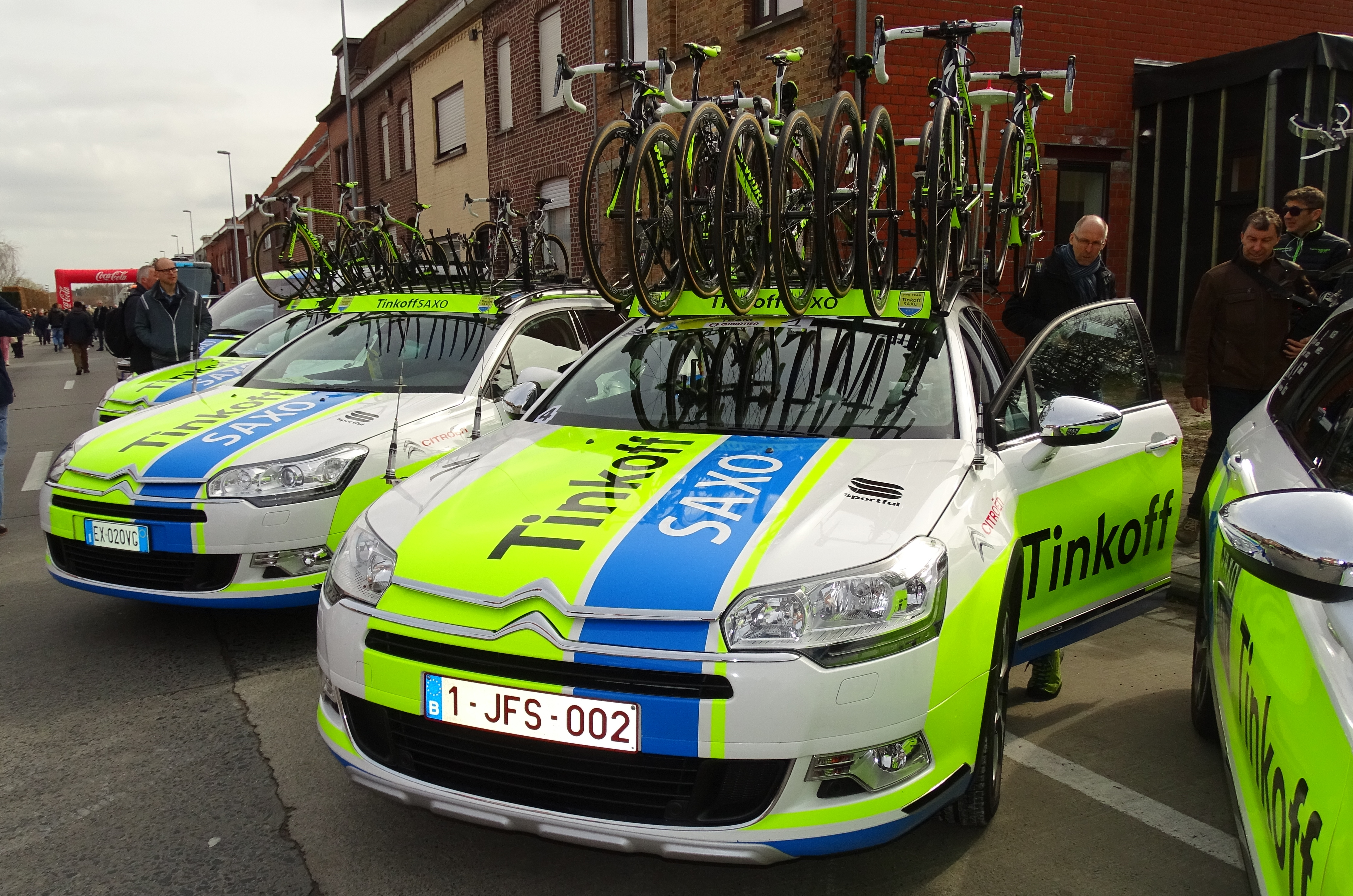
Des voitures de l'équipe lors du Grand Prix E3 2015.
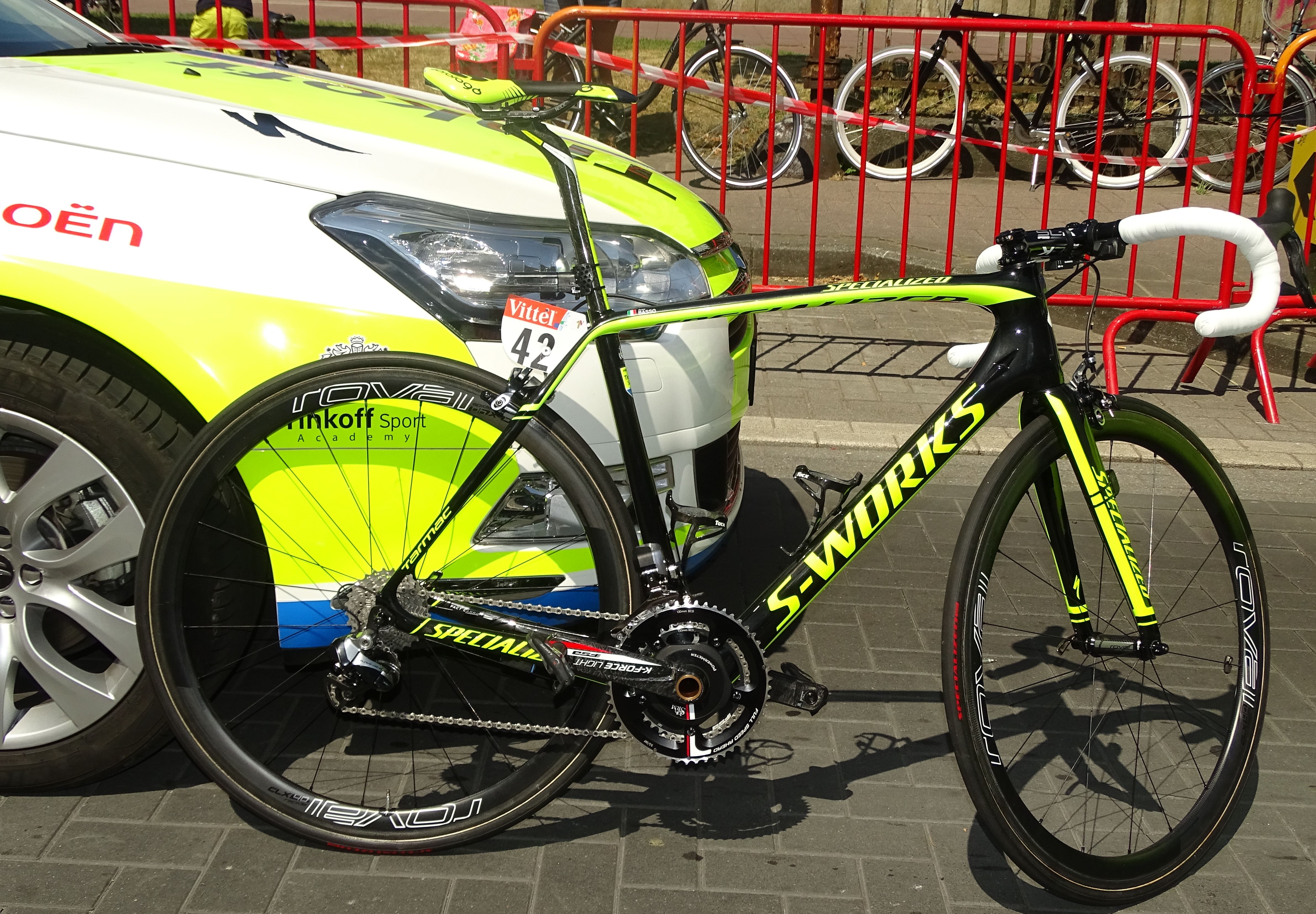
Modèle Tarmac de Specialized, utilisé lors du Tour de France.
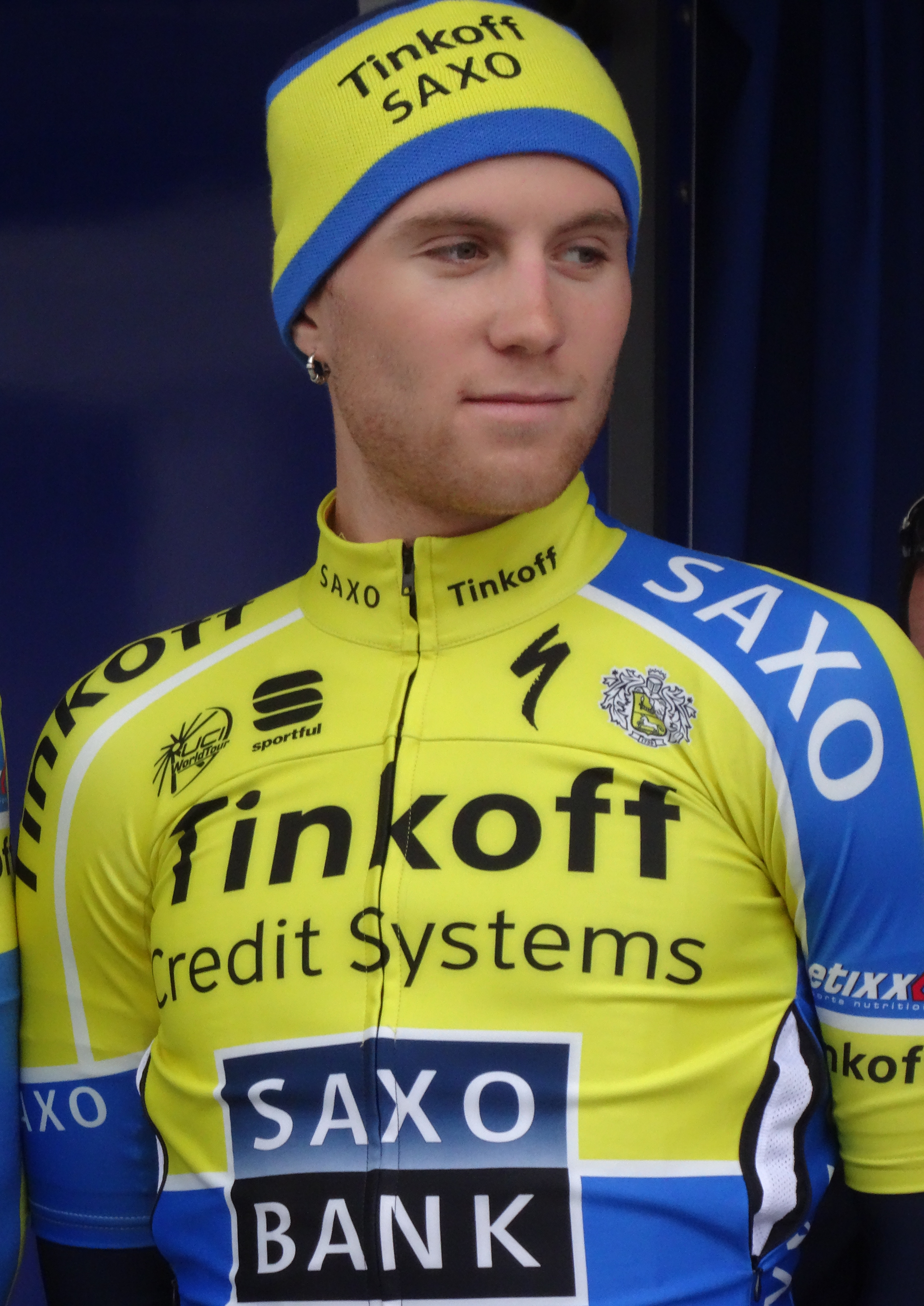
Michal Kolář, vêtu du maillot de l'équipe sur lequel figurent les sponsors.

### Arrivées et départs
Sept départs et sept arrivées sont dénombrés pour la saison 2015.
| Arrivées           | Équipe 2014         |
| ------------------ | ------------------- |
| Maciej Bodnar      | Cannondale          |
| Ivan Basso         | Cannondale          |
| Pavel Brutt        | Katusha             |
| Robert Kišerlovski | Trek Factory Racing |
| Juraj Sagan        | Cannondale          |
| Peter Sagan        | Cannondale          |

| Départs         | Équipe 2015                    |
| --------------- | ------------------------------ |
| Karsten Kroon   | Retraite                       |
| Marko Kump      | Adria Mobil                    |
| Nicolas Roche   | Sky                            |
| Nicki Sørensen  | Directeur sportif Tinkoff-Saxo |
| Rory Sutherland | Movistar                       |

## Déroulement de la saison

### Mai-juin
Au Tour d'Italie, Tinkoff-Saxo vise la victoire au classement général avec Alberto Contador et sélectionne huit coureurs afin de l'épauler : Ivan Basso, Michael Rogers et Roman Kreuziger en montagne, Sérgio Paulinho, Manuele Boaro et Ivan Rovny en moyenne montagne, et Matteo Tosatto, Christopher Juul Jensen ainsi que Boaro en plaine. Rogers est désigné capitaine de route.

### Tour d'Espagne
L'équipe Tinkoff-Saxo se rend au Tour d'Espagne avec deux leaders : Rafał Majka, qui vise une bonne place au classement général et une victoire d'étape en montagne, et Peter Sagan qui doit tenter de gagner des étapes. Ils sont épaulés par Jesper Hansen, Sérgio Paulinho, Paweł Poljański, qui doivent accompagner Majka en montagne, Daniele Bennati, Maciej Bodnar, Pavel Brutt, pour entourer Sagan en montagne, Jay McCarthy.

## Coureurs et encadrement technique

### Effectif
| Cycliste                 | Date de naissance | Nationalité | Équipe 2014             |  |
| ------------------------ | ----------------- | ----------- | ----------------------- |  |
| Ivan Basso               | 26 novembre 1977  | Italie      | Cannondale              |  |
| Edward Beltrán           | 18 janvier 1990   | Colombie    | Tinkoff-Saxo            |  |
| Daniele Bennati          | 24 septembre 1980 | Italie      | Tinkoff-Saxo            |  |
| Manuele Boaro            | 12 mars 1987      | Italie      | Tinkoff-Saxo            |  |
| Maciej Bodnar            | 7 mars 1985       | Pologne     | Cannondale              |  |
| Matti Breschel           | 31 août 1984      | Danemark    | Tinkoff-Saxo            |  |
| Pavel Brutt              | 29 janvier 1982   | Russie      | Katusha                 |  |
| Alberto Contador         | 6 décembre 1982   | Espagne     | Tinkoff-Saxo            |  |
| Jesper Hansen            | 23 octobre 1990   | Danemark    | Tinkoff-Saxo            |  |
| Jesús Hernández Blázquez | 28 septembre 1981 | Espagne     | Tinkoff-Saxo            |  |
| Christopher Juul Jensen  | 6 juillet 1989    | Danemark    | Tinkoff-Saxo            |  |
| Robert Kišerlovski       | 9 août 1986       | Croatie     | Trek Factory Racing     |  |
| Michal Kolář             | 21 décembre 1992  | Slovaquie   | Tinkoff-Saxo            |  |
| Roman Kreuziger          | 6 mai 1986        | Tchéquie    | Tinkoff-Saxo            |  |
| Rafał Majka              | 12 septembre 1989 | Pologne     | Tinkoff-Saxo            |  |
| Jay McCarthy             | 8 septembre 1992  | Australie   | Tinkoff-Saxo            |  |
| Michael Mørkøv           | 30 avril 1985     | Danemark    | Tinkoff-Saxo            |  |
| Sérgio Paulinho          | 26 mars 1980      | Portugal    | Tinkoff-Saxo            |  |
| Evgueni Petrov           | 25 mai 1978       | Russie      | Tinkoff-Saxo            |  |
| Bruno Pires              | 15 mai 1981       | Portugal    | Tinkoff-Saxo            |  |
| Paweł Poljański          | 6 mai 1990        | Pologne     | Tinkoff-Saxo            |  |
| Michael Rogers           | 20 décembre 1979  | Australie   | Tinkoff-Saxo            |  |
| Ivan Rovny               | 30 septembre 1987 | Russie      | Tinkoff-Saxo            |  |
| Juraj Sagan              | 23 décembre 1988  | Slovaquie   | Cannondale              |  |
| Peter Sagan              | 26 janvier 1990   | Slovaquie   | Cannondale              |  |
| Chris Anker Sørensen     | 5 septembre 1984  | Danemark    | Tinkoff-Saxo            |  |
| Matteo Tosatto           | 14 mai 1974       | Italie      | Tinkoff-Saxo            |  |
| Nikolay Trusov           | 2 juillet 1985    | Russie      | Tinkoff-Saxo            |  |
| Michael Valgren          | 7 février 1992    | Danemark    | Tinkoff-Saxo            |  |
| Oliver Zaugg             | 9 mai 1981        | Suisse      | Tinkoff-Saxo            |  |
| Stagiaire                | Date de naissance | Nationalité | Équipe 2015             |  |
| Michael Gogl             | 4 novembre 1993   | Autriche    | Tirol                   |  |
| Felix Großschartner      | 23 décembre 1993  | Autriche    | Felbermayr Simplon Wels |  |
| Antwan Tolhoek           | 29 avril 1994     | Pays-Bas    | Rabobank Development    |  |

### Encadrement
L'équipe commence la saison avec à sa tête Bjarne Riis, son fondateur et manager depuis 1998. À la fin du mois de mars, celui-ci est « écarté » de la direction de l'équipe. Une semaine plus tard, Riis et Tinkoff Sports annoncent « [avoir] trouvé un accord pour mettre fin à [leur] collaboration », signifiant le départ de Riis.
Après cette séparation, Stefano Feltrin, jusqu'alors CEO, devient manager général, et Steven De Jongh, qui était directeur sportif, devient manager sportif.

## Bilan de la saison

### Victoires

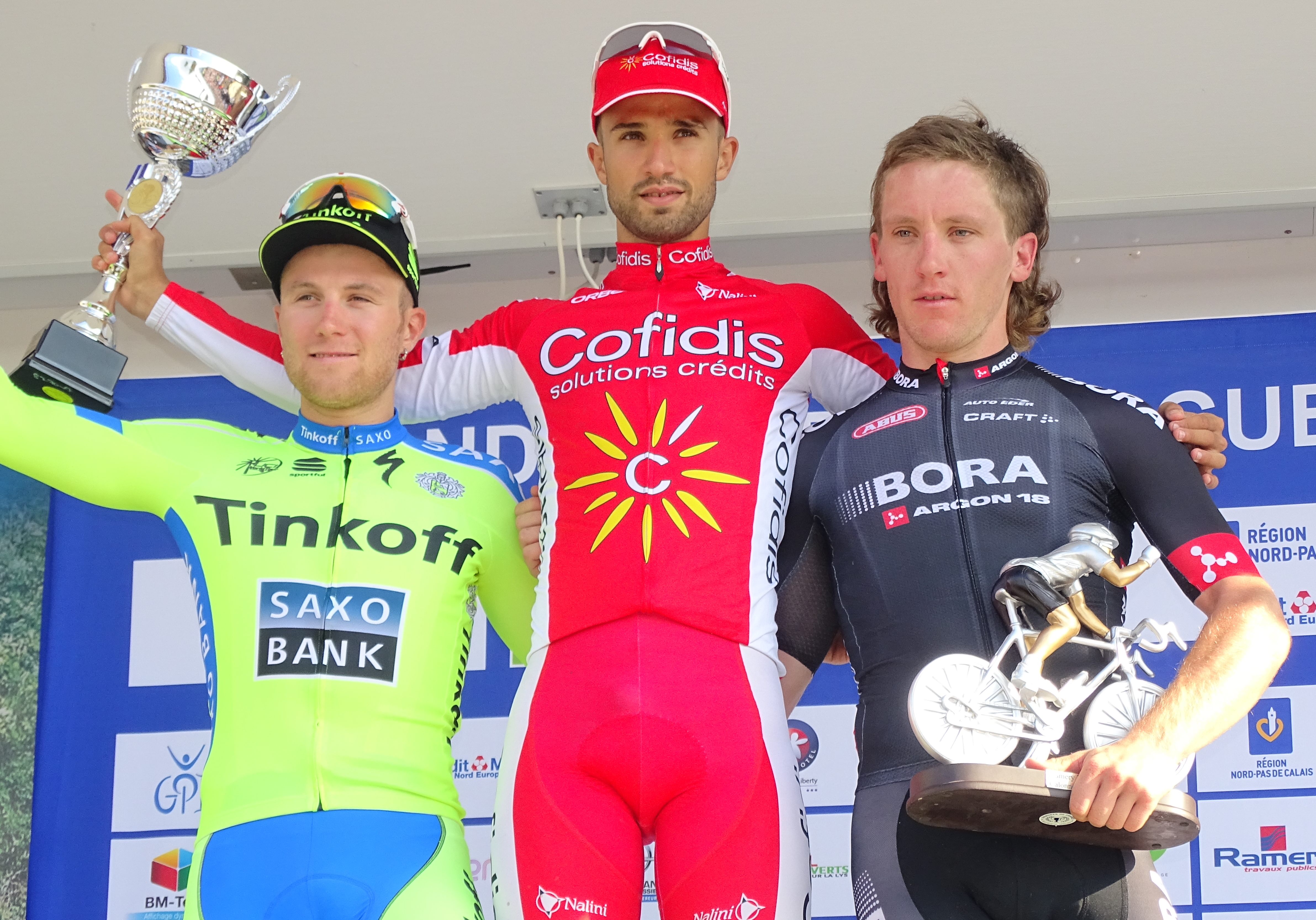
Podium de l'édition 2015 du Grand Prix d'Isbergues : Michal Kolář (2e), Nacer Bouhanni (1er) et Shane Archbold (3e).

| Date       | Course                                       | Pays       | Classe | Vainqueur               |
| ---------- | -------------------------------------------- | ---------- | ------ | ----------------------- |
| 20/02/2015 | 3e étape du Tour d'Andalousie                | Espagne    | 2.1    | Alberto Contador        |
| 16/03/2015 | 6e étape de Tirreno-Adriatico                | Italie     | WT     | Peter Sagan             |
| 09/04/2015 | 4e étape du Circuit de la Sarthe             | France     | 2.1    | Manuele Boaro           |
| 13/05/2015 | 4e étape du Tour de Californie               | États-Unis | 2.HC   | Peter Sagan             |
| 15/05/2015 | 6e étape du Tour de Californie               | États-Unis | 2.HC   | Peter Sagan             |
| 17/05/2015 | Classement général du Tour de Californie     | États-Unis | 2.HC   | Peter Sagan             |
| 22/05/2015 | 3e étape du Tour de Norvège                  | Norvège    | 2.HC   | Jesper Hansen           |
| 24/05/2015 | Classement général du Tour de Norvège        | Norvège    | 2.HC   | Jesper Hansen           |
| 31/05/2015 | Classement général du Tour d'Italie          | Italie     | WT     | Alberto Contador        |
| 15/06/2015 | 3e étape du Tour de Suisse                   | Suisse     | WT     | Peter Sagan             |
| 18/06/2015 | 6e étape du Tour de Suisse                   | Suisse     | WT     | Peter Sagan             |
| 20/06/2015 | 3e étape de la Route du Sud                  | France     | 2.1    | Alberto Contador        |
| 21/06/2015 | Classement général de la Route du Sud        | France     | 2.1    | Alberto Contador        |
| 25/06/2015 | Championnat du Danemark du contre-la-montre  | Danemark   | CN     | Christopher Juul Jensen |
| 26/06/2015 | Championnat de Slovaquie du contre-la-montre | Slovaquie  | CN     | Peter Sagan             |
| 28/06/2015 | Championnat du Danemark sur route            | Danemark   | CN     | Chris Anker Sørensen    |
| 28/06/2015 | Championnat de Slovaquie sur route           | Slovaquie  | CN     | Peter Sagan             |
| 15/07/2015 | 11e étape du Tour de France                  | France     | WT     | Rafał Majka             |
| 05/08/2015 | 4e étape du Tour de Pologne                  | Pologne    | WT     | Maciej Bodnar           |
| 06/08/2015 | 3e étape du Tour du Danemark                 | Danemark   | 2.HC   | Matti Breschel          |
| 07/08/2015 | 4e étape du Tour du Danemark                 | Danemark   | 2.HC   | Matti Breschel          |
| 08/08/2015 | 6e étape du Tour du Danemark                 | Danemark   | 2.HC   | Michael Mørkøv          |
| 08/08/2015 | Classement général du Tour du Danemark       | Danemark   | 2.HC   | Christopher Juul Jensen |
| 22/08/2015 | 6e étape du Tour du Colorado                 | États-Unis | 2.HC   | Roman Kreuziger         |
| 24/08/2015 | 3e étape du Tour d'Espagne                   | Espagne    | WT     | Peter Sagan             |

### Résultats sur les courses majeures
Les tableaux suivants représentent les résultats de l'équipe dans les principales courses du calendrier international (les cinq classiques majeures et les trois grands tours). Pour chaque épreuve est indiqué le meilleur coureur de l'équipe, son classement ainsi que les accessits glanés par Tinkoff-Saxo sur les courses de trois semaines.

#### Classiques
| Classique            | Milan-San Remo   | Tour des Flandres | Paris-Roubaix     | Liège-Bastogne-Liège | Tour de Lombardie |
| -------------------- | ---------------- | ----------------- | ----------------- | -------------------- | ----------------- |
| Coureur (classement) | Peter Sagan (4e) | Peter Sagan (4e)  | Peter Sagan (23e) | Roman Kreuziger (5e) | Rafal Majka (69e) |

#### Grands tours
| Grand tour           | Tour d'Italie          | Tour de France                                              | Tour d'Espagne                   |
| -------------------- | ---------------------- | ----------------------------------------------------------- | -------------------------------- |
| Coureur (classement) | Alberto Contador (1er) | Alberto Contador (5e)                                       | Rafał Majka (3e)                 |
| Accessits            |                        | 1 victoire d'étape (Rafał Majka) Maillot vert (Peter Sagan) | 1 victoire d'étape (Peter Sagan) |

### Classement UCI
| Rang | Coureur                 | Points |
| ---- | ----------------------- | ------ |
| 7    | Alberto Contador        | 407    |
| 17   | Peter Sagan             | 257    |
| 33   | Rafal Majka             | 165    |
| 61   | Roman Kreuziger         | 64     |
| 101  | Matti Breschel          | 32     |
| 102  | Michael Rogers          | 31     |
| 132  | Maciej Bodnar           | 16     |
| 141  | Christopher Juul-Jensen | 10     |
| 184  | Daniele Bennati         | 2      |
| 212  | Pavel Brutt             | 1      |